# Klein Meckelsen
Klein Meckelsen es un municipio situado en el distrito de Rotemburgo del Wumme, en el estado federado de Baja Sajonia (Alemania). Su población estimada a finales de 2016 era de 905 habitantes.
Se encuentra ubicado a poca distancia al este de la ciudad de Bremen, y al oeste de Hamburgo.